# Barkley Sound
Der Barkley Sound ist eine rund 800 km² große Bucht an der Westküste der kanadischen Insel Vancouver Island. Sie liegt südlich von Ucluelet und nördlich von Bamfield. In der Bucht befinden sich mehrere hundert kleine Inseln in zwei Gruppen, die als Broken Group Islands und als Deer Islands bezeichnet werden. Diese Inseln umfassen nur 13,5 km² festes Land. Die größten Inseln sind Effingham, Turret, Turtle, Dudd, Jacques, Nettle und Gibraltar Island. Zusammen mit dem West Coast Trail und der Long Beach Unit bilden die Broken Group Islands einen der drei großen Abschnitte des Pacific Rim National Park. Auf frühen englischen Seekarten wurde der Sund auch Barcley Sound genannt, dabei handelt es sich jedoch nur um einen Übertragungsfehler.

## Name
Der Name stammt von Captain Charles William Barkley, der 1787 die Imperial Eagle, ein britisches Schiff unter österreichischer Flagge, in den Gewässern von Vancouver Island kommandierte. Barkley wurde von seiner 17-jährigen Braut begleitet, womit Frances Barkley die erste europäische Frau auf Vancouver Island war. In spanischen Seekarten aus dieser Zeit findet sich auch der Name Baia de Carrasco. So, nach einem spanischen Seeoffizier und seinem Zweitkommandierenden auf dieser Entdeckungsreise, benannte der spanische Entdecker José María Narváez im Jahr 1789 die Bucht.

## Fauna
Neben reichhaltigen Fischbeständen, die durch die Verbindung mit dem Pazifik und dank der Geschütztheit der Bucht hier eine Zuflucht fanden, finden sich zahlreiche Vogelarten, wie die Kanadapfeifente oder der Gürtelfischer. In Pazifiknähe finden sich Kolonien von Seelöwen und Grauwale wechseln zwischen der Bucht und dem offenen Pazifik hin und her. Ähnliches gilt für Lachse, die zum Laichen den Sund durchqueren und die Flüsse hinaufschwimmen.

## Verkehr
Von Port Alberni aus kann man mehrmals pro Woche mit dem Postschiff Frances Barkley die im Sund gelegenen Inseln erreichen, aber auch weiter durch den Sund und nach Ucluelet und Bamfield fahren. Sie sind ein hervorragendes Seekajak-Revier. Wer allerdings die als Reservate bestimmten Inseln aufsuchen will, sollte im Band Office der Tseshaht in Port Alberni eine Genehmigung einholen.

## Geschichte

### Älteste Spuren, Nuu-chah-nulth-Stämme
An der Nordseite des Barkley Sound leben die Toquaht, die sich auf ein Dorf namens T'ukw'aa zurückführen, das seit mindestens 800 bewohnt war. Im Dorf Ch'uumat'a reichen die Funde sogar 4000 Jahre zurück. Ihre Nachbarn im Sund waren bis 1882 die Tseshaht (vgl. den Beitrag zur Archäologie der Tseshaht), die heute die größte Nuu-chah-nulth-Gruppe am Barkley Sound bilden. Die Funde reichen etwa bis 3500 v. Chr. zurück. Auch die Ucluelet im Norden und Osten haben Anteil am Sund, ebenso wie die Hupacasath und die Huu-ay-aht, so dass insgesamt sechs First Nations Teile ihres Traditionellen Territoriums dort sehen. Anteil an der Deer Group und den Broken Islands haben allerdings nur die Huu-ay-aht und die Tseshaht. Letztere sind wiederum eine aus mindestens sechs Einzelgruppen bestehende First Nation. Hinweise auf ihre Anwesenheit finden sich überall im Sound, etwa in Form von steinernen Fischfallen. Drei von ihnen finden sich in der Lagune zwischen Jacques und Jarvis Island, weitere vier vor Mence, Brabant, Turtle und Wouwer Island; insgesamt sind sieben dieser Vorrichtungen im Umkreis der Broken Islands zu sehen, nachweisen lassen sich 39. Neben Fischfang, etwa von Lachsen, jagten die Nuu-chah-nulth als einzige an der Westküste Kanadas Wale auf offener See, aber auch in den großen Buchten. So jagten sie Buckelwale im Barkley Sound.
Die ältesten Spuren fanden sich 1999 auf Benson Island, eine Insel, die die Tseshaht für den Geburtsort ihres Stammes halten. Ob sie vor mehr als 5000 Jahren tatsächlich dort gelebt haben, ob es also eine hinreichende kulturelle Kontinuität gibt, ist allerdings nicht klar. Bis ins 18. Jahrhundert lebten die Tseshaht auf Benson, Clark, Owens, Lovett, Trickett und Turret Island, dazu kam ein kleiner Teil des Sunds. Erst ab dieser Zeit expandierten sie durch Kriegszüge. Bei solchen Eroberungen kam es vielfach zur kompletten Übernahme des Traditionellen Territoriums der Unterlegenen, vielfach wurden die Angehörigen in verschiedenen Formen amalgamiert und wurden so ein Teil der Tsehsaht. Die größte Ausdehnung erreichte ihr Territorium Ende des 19. Jahrhunderts, als sie die Broken Islands, den Westen der Deer Group, den Nordsaum des Sunds, den überwiegenden Teil des Alberni-Kanals sowie den unteren Somass River hielten.
Zentralort für Rituale war Effingham Island, wo sich ein hierfür wichtiger See befand. Im Winter lebten sie am unteren Somass, wo sie ein geschütztes Dorf aus Langhäusern besaßen. Diese wurden aus dem Holz der Cedar oder Thuja plicata bzw. gigantea errichtet, den man im Deutschen Riesen-Lebensbaum nennt. Hingegen lebten sie von März bis August auf den Broken Islands. Bereits im Januar begannen sie, entsprechend dem Nahrungsangebot, langsam dorthin zu ziehen. Bis auf die tragenden Ständer nahmen sie dabei ihre Häuser auf ihren Kanus mit. Nach 1800 gaben die Tseshaht ihre Häuser auf den Broken Islands auf, kehrten jedoch nach 1840 zurück.
1982 waren bereits 32 Muschelhügel (shell middens) bekannt, eine Art Abfallhaufen für Schalen und Muscheln. Diese dunklen Hügel, die meist ohne Vegetation sind, stehen unter Schutz und sollten nicht betreten werden, da sie bedeutende archäologische Stätten darstellen.

### Erste Europäer (ab 1791), Siedler (ab 1850), Reservate (um 1882)
1791 segelte ein Expeditionsschiff des Spaniers Francisco de Eliza, die Saturnina, unter der Führung von Juan Carrasco und José María Narváez mehrere Wochen durch den Barkley Sound, den die Spanier Boca de Carrasco nannten.
Erste Siedler, die nicht den Nuu-chah-nulth angehörten, kamen um 1850. Nach Zuweisung der Reservate an die angrenzenden Indianerstämme blieben ihnen im Sound nur Reservate auf Diana (dort befindet sich am Kirby Point ein Begräbnisplatz, der zuletzt in den 1940er Jahren genutzt wurde; daher ist dort das Übernachten verboten), Haines, Effingham, Nettle und Keith Island.
1882 erhielten die Tseshaht, die vor allem Effingham, Nettle und Keith Island nutzten, dort ein kleines Reservat. Da sich auf Benson kein sichtbares Zeichen ihrer Anwesenheit befand, wurde diese Insel nicht dem Reservat zugeschlagen. John Benson kaufte die Insel 1903, als die Tseshaht die Insel immer noch gelegentlich aufsuchten. 1914 brannte das Dorf auf Effingham ab, als jemand versuchte, mit Feuer Schlangen zu vertreiben. Seit den 1940er Jahren ist der untere Somass das Hauptgebiet der Tseshaht.
Seither erholt sich die Zahl der Tseshaht, deren Bevölkerung katastrophale Einbrüche erlebt hatte. Sie leben nicht mehr im Sund, wenn sie auch wieder in der Equis-Bucht fischen und Hütten auf Nettle Island nutzen.